# Dohol
Un dohol (persa: دهل) és un gran tambor cilíndric membranòfon amb un pedaç de tambor de pell en cada obertura. En general és percudit, a un costat, amb una baqueta de fusta amb l'extrem inclinat, i amb una altra baqueta més gran i prima a l'altre costat, encara que també es toca amb les mans. És l'acompanyament principal per a la sorna, instrument del tipus oboè. El dohol es toca sobre manera a Kurdistan amb l'acompanyament d'una zurna.
Un instrument similar, el Dhol, s'usa a la música tradicional egípcia, pakistanesa i índia.

## A l'Iran
A les províncies de Sistan i Balutxistan i Lorestan de l'Iran, es toca, acompanyat per la sorna, en cerimònies de casament i d'altres celebracions.